# Gāyatrī Mantra

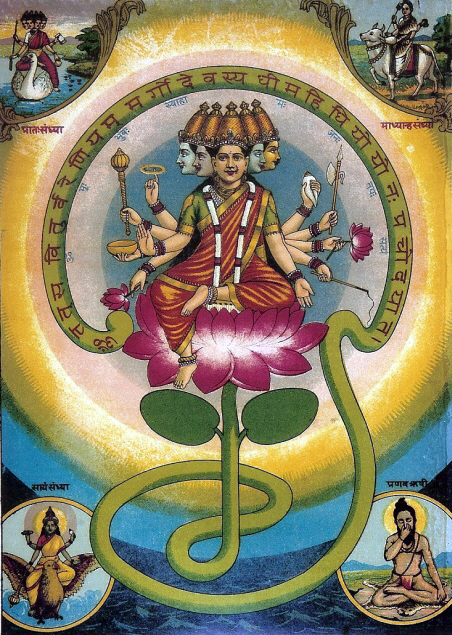

Gāyatrī (gāyatrī Sânscrito: गायत्री) é a forma feminina de gāyatra, uma palavra em sânscrito que, de acordo com Monier Williams, significaria "vitorioso", e designaria o metro utilizado. O nome pode fazer referência aos seguintes significados:
- Uma métrica poética dos Vedas e outros textos em verso que consiste de 24 sílabas com três versos de oito sílabas cada um. Ver métrica védica.
- Qualquer hino composto nesta métrica.
- No Hinduísmo, é um mantra que aparece no Ṛgveda (3.62.10) atribuído ao ṛṣi Viśvamitra.
- Gāyatrī é o mantra personificado na forma da Deusa , associada com Sarasvatī, que representa a Sabedoria e a Ciência.
- Um conjunto de 24 mantras em louvor das diferentes deusas e deuses hindus nos quais as palavras finais de cada verso são sempre vidmahe, dhīmahi e pracodayāt.

## Mantra
O Gāyatrī Mantra é o mais venerado mantra no Hinduísmo. Consiste no prefixo :oṃ bhūr bhuvaḥ svaḥ ॐभूर्भुवस्वः, uma fórmula tirada do Yajurveda, e o verso 3.62.10 do Ṛgveda (que é um exemplo da métrica Gāyatrī). Porque todos os outros três Vedas contêm muito material reorganizado do Ṛgveda, o Gāyatrī mantra é encontrado em todos os quatro Vedas. O deva invocado neste mantra é Savitrī, e consequentemente o mantra também é chamado de Savitrī.
Amplamente aclamado na Índia e por hindus, a posição suprema do Gāyatrī Mantra é mais adiante aumentada pela proclamação do Senhor Krishna no seu discurso espiritual, o Bagavadeguitá, que entre os mantras ele é o Gāyatrī. O Gāyatrī Mantra é proclamado na Bagavadeguitá como a Oração Universal, sem consideração de casta, credo ou sexo. É uma oração com o propósito de proteger qualquer indivíduo, e, quando expressado com imensa devoção e concentração, vai proteger a pessoa. Contudo, uma pronúncia adequada é necessária e espera-se que a pessoa seja brâmane.

### Texto
Veja o verbete sânscrito para conhecer detalhes de pronúncia correta.
- Em devanāgarī:

ॐ भूर्भुवस्वः ।
तत् सवितुर्वरेण्यं ।
भर्गो देवस्य धीमहि ।
धियो यो नः प्रचोदयात् ॥
- Em IAST

Om bhūr bhuvaḥ svaḥ
tat savitur vareṇyaṃ
bhargo devasya dhīmahi
dhiyo yo naḥ pracodayāt

### Traduções
- - Gāyatrī Pariwar

Ó Deus, Tu és o doador da vida, o removedor da dor e da tristeza, que garante a felicidade; Ó Criador do Universo, possamos nós receber a Tua suprema luz, destruidora dos pecados; possa Tu guiar o nosso intelecto no caminho certo.
- - Kavikratu Tattva Budh

O Sol Supremo e Todo-Poderoso nos impulsiona com o seu divino brilho para que então nós possamos atingir uma nobre compreensão da realidade.

- Pedro Kupfer

Oṁ. Contemplemos o esplendor da sagrada fonte da vida (Savituḥ), presente na terra, na atmosfera e no céu. Que ele ilumine a nossa visão”.
- - Ralph T.H. Griffith (1896):

Que nós possamos atingir aquela excelente glória de Savitr ara que, assim, ele possa estimular as nossas orações.
- - Sri Chinmoy

Meditamos na Glória transcendental da DIvindade Suprema, que está dentro do coração da terra, dentro da vida do céu e da alma do Paraíso. Possa Ele estimular e iluminar nossas mentes.
- - Shri Prem Baba

Em todos os três mundos, terrestre, astral e celestial, que possamos meditar sobre o esplendor daquele sol divino que nos ilumina. Que toda a luz dourada acalente nosso entendimento e nos guie na jornada para a morada sagrada.
- - Times Music

Ó, Criador do universo! Meditamos sobre Teu supremo esplendor. Possa Teu radiante poder iluminar o nosso intelecto, destruir os nossos pecados, e nos guiar no caminho certo.
- William Q. Judge

Desvele, Ó Tu que deste mantimento ao Universo, de quem tudo procede, a quem tudo deve retornar, aquela face do Verdadeiro Sol agora oculto por um vaso de luz dourada, que nós possamos ver a verdade e fazer o nosso dever inteiro na nossa jornada ao teu assento sagrado.

## Explicação palavra-por-palavra
- om O som sagrado, ver Om.
- bhū 'terra'
- bhuvas 'atmosfera'
- svah 'luz, céu, espaço'
- dhīmahi 'Que nós possamos atingir' (1a pessoa plural médio optativo de dhā- 'Pôr, trazer, fixar' etc.)
- tat vareṇyam bhargo 'aquela excelente glória' (acusativos de tad (pronome), varenya- 'desejável, excelente' e bhargas- 'radiância, lustre, esplendor, glória')
- savitur devasya 'de Savitr o Deus' (genitivos de savitr-, 'estimulante; nome de uma deidade solar' e deva- 'deus' ou 'demi-deus')
- yaḥ pracodayāt 'que possa estimular' (nominativo singular do pronome relativo yad-; causativo 3a pessoa de pra-cud- 'colocar em movimento, apressar, persuadir, impelir, impulsionar')
- dhiyaḥ naḥ 'nossas orações' (plural acusativo de dhi- 'pensamento, meditação, devoção, oração' e naḥ enclítico pronome pessoal)

## O Gāyatrī Mantra naChāndogyopaniṣad
Na Chāndogyopaniṣad (III:12.1-4), o Gāyatrī aparece como o símbolo do Ilimitado, presente em tudo e em todos:
गायत्री वा ईद सर्वं भूतं यदिदं किंच वाग्वै गायत्री वाग्वा इद सर्वं भूतं गायति च त्रायते च ॥ १ ॥
या वै सा गायत्रीयं वाव सा येयं पृथिव्यस्या हीद सर्वं भूतं प्रतिष्ठितमेतामेव नातिशीयते ॥ २ ॥
या वै सा पृथिवीयं वाव सा यदिदमस्मिन्पुरुषे शरीरमस्मिन्हीमे प्राणाः प्रतिष्ठिता एतदेव नातिशीयन्ते ॥ ३ ॥
यद्वै तत्पुरुषे शरीरमिदं वाव तद्यदिदमस्मिन्नन्तः पुरुषे हृदयमस्मिन्हीमे प्राणाः प्रतिष्ठिता एतदेव नातिशीयन्ते ॥ ४ ॥
gāyatrī vā īdaṁ sarvaṁ bhūtaṁ yadidaṁ kiṁ ca vāgvai
gāyatrī vāgvā idaṁ sarvaṁ bhūtaṁ gāyati ca trāyate ca || 1 ||
yā vai sā gāyatrīyaṁ vāva sā yeyaṁ pṛthivyasyāṁ
hīdaṁ sarvaṁ bhūtaṁ pratiṣṭhitametāmeva nātiśīyate || 2 ||
yā vai sā pṛthivīyaṁ vāva sā yadidamasminpuruṣe
śarīramasminhīme prāṇāḥ pratiṣṭhitā etadeva nātiśīyante || 3 ||
yadvai tatpuruṣe śarīramidaṁ vāva tadyadidamasminnantaḥ
puruṣe hṛdayamasminhīme prāṇāḥ pratiṣṭhitā etadeva nātiśīyante || 4 ||
Realmente, o Gāyatrī é tudo o que existe aqui, seja o que for o existente.

### Tradução
A palavra é o Gāyatrī, pois a palavra canta e protege tudo o que aqui existe. || 1 ||
Realmente, aquilo que esta terra é, é o que este Gāyatrī é.
Pois ele é tudo o que aqui existe não se estende mais além. || 2 ||
Realmente, este Gāyatrī é o mesmo que o corpo humano.
Pois nele os prāṇas estão, e não se estendem mais além. || 3 ||
Realmente, aquilo que o corpo é, é o mesmo que o coração é.
Pois nele os prāṇas estão, e não se estendem mais além. || 4 ||

## A deusa Gāyatrī
Originalmente a personificação do mantra, a deusa Gāyatrī é considerada vedamātā, a mãe de todos os Vedas e cônjuge do deus Brahmā, e também a personificação do onipenetrante Parabrahman, a realidade imutável que está por trás de todos os fenômenos.
Gāyatrī é geralmente retratada sentada num lótus vermelho, significando riqueza. Ela aparece em qualquer uma dessas formas:
- Como tendo cinco cabeças, com dez olhos olhando nas oito direções e o céu e a terra, e dez braços segurando todas as armas de Vishnu, simbolizando todas as suas reencarnações.
- Acompanhada por um cisne, segurando um livro em uma mão, e uma cura na outra, como a deusa da Educação.

O Gāyatrī Mantra é o tema de abertura do programa de TV Battlestar Galactica.